# میرداود
میرداود، روستایی از توابع بخش صومای برادوست شهرستان ارومیه در استان آذربایجان غربی ایران است.

## جمعیت
این روستا در دهستان برادوست قرار دارد و براساس سرشماری مرکز آمار ایران در سال ۱۳۸۵، جمعیت آن زیر سه خانوار بوده‌است.